# Kerpenyes (Brassó megye)
Kerpenyes település Romániában, a Barcaságban, Brassó megyében.

## Fekvése
Brassótól keletre, a Tatrang folyó bal partján fekvő település.

## Története
1888-ban az Alvidéki járáshoz tartozónak írták. 1910-ben 258 lakosa volt, ebből 250 román, 5 magyar, 3 német volt, melyből 250 görögkeleti ortodox, 8 evangélikus volt. 1913-ban Prázsmár tartozéka, majd 1956-ban kivált Prázsmárból, és 1974-től Tatrang község faluja. 1992-ben 387 lakosa volt, melyből 386 román. Valamennyien görögkeleti ortodox vallásúak.